# 悼公 (衛)
悼公（とうこう、？ - 前451年）は、衛の第34代君主。霊公の子で荘公・衛君起の弟。

## 生涯
霊公の少子として生まれる。
出公後7年（前470年）5月、褚師比・公孫弥牟・公文要・司寇亥・司徒期らが乱を起こしたため、甥の出公は宋へ出奔した。
出公後21年（前456年）、出公が薨去したため、叔父である公子黔（けん）が立って衛君（以降は悼公と表記）となり、出公の太子を攻め滅ぼした。
悼公元年（前455年）5月、魯の叔孫舒は越の皋如と舌庸、宋の楽茷と会合し、出公を衛に入れようとした。衛では公孫弥牟（子南文子、悼公の弟の公子郢の子）が迎え入れようとしたが、公文要（公文懿子）が反対した。そこで衛軍は諸侯軍と戦ったが敗北し、公孫弥牟が門を開けて出公を入れようとした。しかし、出公は伏兵を恐れて結局衛に入ることはなかった。その後、悼公は公孫弥牟の補佐で政治を行い、出公のいる城鉏（じょうそ）を越に与えた。
悼公5年（前451年）、悼公が薨去し、子の弗が立って衛君（敬公）となった。

## 参考資料
- 『春秋左氏伝』（哀公二十五年、二十六年）
- 司馬遷『史記』（六国年表、衛康叔世家第七）